# Saint-Vincent-des-Prés (Sarthe)
Saint-Vincent-des-Prés település Franciaországban, Sarthe megyében. Lakosainak száma 503 fő (2022. január 1.). Saint-Vincent-des-Prés Commerveil, Moncé-en-Saosnois, Monhoudou, Saint-Pierre-des-Ormes és Saint-Rémy-des-Monts községekkel határos.

## Népesség
A település népessége az elmúlt években az alábbi módon változott:
| Lakosok száma | 515  | 522  | 523  | 513  | 510  | 506  | 503  | 502  | 503  |
|               | 2013 | 2015 | 2016 | 2017 | 2018 | 2019 | 2020 | 2021 | 2022 |